# オムスク
オムスク（ロシア語: Омск）はロシア連邦中南部の都市。シベリア連邦管区の西端に位置する。人口は約115万人で、シベリアではノヴォシビルスクに次ぐ2番目に大きな都市である。シベリア鉄道の要衝のひとつで、モスクワからの距離は2,555キロメートル。
1716年に建設され、1782年からオムスク市となる。シベリア開拓の拠点として知られ、ながらく西シベリア総督が本拠を置く西シベリアの中心都市でもあった。ロシア革命以前には日本（大日本帝国）領事館もあった。革命戦争の折には、コルチャーク提督率いる白衛軍の首都ともなった。1934年からオムスク州の行政の中心。
オムスクは過去、シベリア・コサック軍（Siberian Cossack Voisko）の行政中心地であったほか、ロシア正教会のオムスクおよびタラの主教、イスラム教のシベリアイマームが存在する。

## 地理
北へ流れるイルティシュ川の右岸、オミ川との合流点を中心に、その両岸に街が細長く広がっている。そのたたずまいは、小サンクトペテルブルクともいえる瀟洒で落ち着いたもの。街のいたるところに彫刻が置かれ、旅行者の目を楽しませてくれる。ソ連崩壊までは外国人立ち入り禁止の「閉鎖都市」であったため、日本ではあまり知られていないが、治安や交通の便が良い。
街の標高は海抜87メートル。南へすぐのところにカザフスタンとの国境線がある。
水上・陸上交通の要衝で、シベリア鉄道やその支線が通り、イルティシュ川の水運と鉄道を使った陸運が交差する場所として大いに発展した。現在もこの地方の国道が集まる場所である。イルティシュ川の水運も、旅客用・クルーズ用・貨物輸送用などに使用されており、イルティシュ川上流のカザフスタンの石炭や金属と、イルティシュ川下流やオビ川流域の石油・天然ガス・木材をこの街に集めてくる。オムスク・ツェントラーリヌイ国際空港もあり、モスクワからは航空機利用が便利である。シベリアやロシア各地のほか、カザフスタンやドイツなどへの国際線も飛んでいる。
市内交通としては路面電車（オムスク市電）がある。また、オムスク地下鉄が建設中である。

### 気候
ケッペンの気候区分上では、冷帯湿潤気候に属するが、比較的乾燥した気候で、しばしば激しい砂嵐、特に冬季には吹雪に見舞われることがある。大陸性気候で夏冬の気温差が大きく、1月の平均気温は-16.3℃、7月の平均気温は19.6℃であり、昼には30℃を超えることもある。ただし、乾燥しているので日本のようなべたつきはなく、しのぎやすい。6月から8月にかけては半白夜で、夜11時頃まで明るい。年平均降水量は415ミリメートル。
| オムスクの気候               | オムスクの気候 | オムスクの気候 | オムスクの気候 | オムスクの気候 | オムスクの気候 | オムスクの気候 | オムスクの気候 | オムスクの気候 | オムスクの気候 | オムスクの気候 | オムスクの気候 | オムスクの気候 | オムスクの気候 |
| 月                           | 1月            | 2月            | 3月            | 4月            | 5月            | 6月            | 7月            | 8月            | 9月            | 10月           | 11月           | 12月           | 年             |
| ---------------------------- | -------------- | -------------- | -------------- | -------------- | -------------- | -------------- | -------------- | -------------- | -------------- | -------------- | -------------- | -------------- | -------------- |
| 最高気温記録 °C （°F）       | 4.2 (39.6)     | 3.6 (38.5)     | 14.1 (57.4)    | 31.3 (88.3)    | 35.5 (95.9)    | 40.1 (104.2)   | 40.4 (104.7)   | 38.0 (100.4)   | 32.9 (91.2)    | 27.4 (81.3)    | 16.1 (61)      | 4.5 (40.1)     | 40.4 (104.7)   |
| 平均最高気温 °C （°F）       | −12 (10)       | −10.3 (13.5)   | −2.5 (27.5)    | 9.1 (48.4)     | 19.0 (66.2)    | 23.9 (75)      | 25.3 (77.5)    | 22.7 (72.9)    | 15.9 (60.6)    | 8.1 (46.6)     | −3.7 (25.3)    | −9.8 (14.4)    | 7.1 (44.8)     |
| 日平均気温 °C （°F）         | −16.3 (2.7)    | −15.0 (5)      | −7.3 (18.9)    | 3.7 (38.7)     | 12.5 (54.5)    | 18.0 (64.4)    | 19.6 (67.3)    | 16.9 (62.4)    | 10.4 (50.7)    | 3.5 (38.3)     | −7.3 (18.9)    | −13.8 (7.2)    | 2.1 (35.8)     |
| 平均最低気温 °C （°F）       | −20.5 (−4.9)   | −19.4 (−2.9)   | −12 (10)       | −1.0 (30.2)    | 6.3 (43.3)     | 12.0 (53.6)    | 14.2 (57.6)    | 11.6 (52.9)    | 5.7 (42.3)     | −0.3 (31.5)    | −10.5 (13.1)   | −17.9 (−0.2)   | −2.7 (27.1)    |
| 最低気温記録 °C （°F）       | −45.1 (−49.2)  | −45.5 (−49.9)  | −41.1 (−42)    | −26.4 (−15.5)  | −12.9 (8.8)    | −3.1 (26.4)    | 2.1 (35.8)     | −1.7 (28.9)    | −7.6 (18.3)    | −28.1 (−18.6)  | −41.2 (−42.2)  | −44.7 (−48.5)  | −45.5 (−49.9)  |
| 降水量 mm （inch）           | 23 (0.91)      | 18 (0.71)      | 17 (0.67)      | 21 (0.83)      | 35 (1.38)      | 51 (2.01)      | 66 (2.6)       | 54 (2.13)      | 37 (1.46)      | 30 (1.18)      | 34 (1.34)      | 29 (1.14)      | 415 (16.34)    |
| 平均降雨日数                 | 1              | 0.4            | 3              | 10             | 17             | 17             | 18             | 19             | 18             | 13             | 5              | 1              | 122            |
| 平均降雪日数                 | 28             | 25             | 18             | 9              | 2              | 0.2            | 0              | 0              | 1              | 11             | 22             | 28             | 144            |
| % 湿度                       | 80             | 78             | 76             | 64             | 54             | 60             | 68             | 70             | 70             | 74             | 81             | 81             | 71             |
| 平均月間日照時間             | 68             | 125            | 184            | 235            | 284            | 319            | 321            | 248            | 180            | 105            | 71             | 61             | 2,201          |
| 出典1：Pogoda.ru.net         |                |                |                |                |                |                |                |                |                |                |                |                |                |
| 出典2：NOAA (sun, 1961–1990) |                |                |                |                |                |                |                |                |                |                |                |                |                |

## 歴史

### 西シベリアの中心
17世紀にコサックを先頭にロシア人は西シベリアからオホーツク海沿岸にまで探検をおこない、その間の地域をロシア領へと組みこんでいった。イシム川およびイルティシュ川沿いの辺境地帯を、南のステップ地帯に住むキルギス人から守るため、1716年にオミ川右岸にオムスクの砦（クレムリ）が建設された。当初木造であったオムスク砦は18世紀後半に強固なレンガ造りへと完築された。現在、クレムリには建設当時のトボリスク門と修復されたタラ門が残っており、クレムリ内部にはドイツ人の建てたルーテル派教会、武器庫、軍の刑務所、司令官の家などが残る。
19世紀から20世紀初頭にかけ、オムスクには西シベリア総督（後にステップ総督）がおり、西シベリア地区およびステップ地区（カザフスタン）の行政中心地となっていた。ロシア正教会のみならず様々なキリスト教宗派の聖堂や教会が建っていたほか、モスク、シナゴーグなども建ち、総督の官邸や軍学校なども設けられた。しかし、中央アジアがロシア帝国の支配下となって国境がはるか遠くに移り、軍事的重要性が失われると、オムスクは活気のない田舎町へと転落してゆく。19世紀半ばには流刑地となりフョードル・ドストエフスキーらもこの街に流されていた。

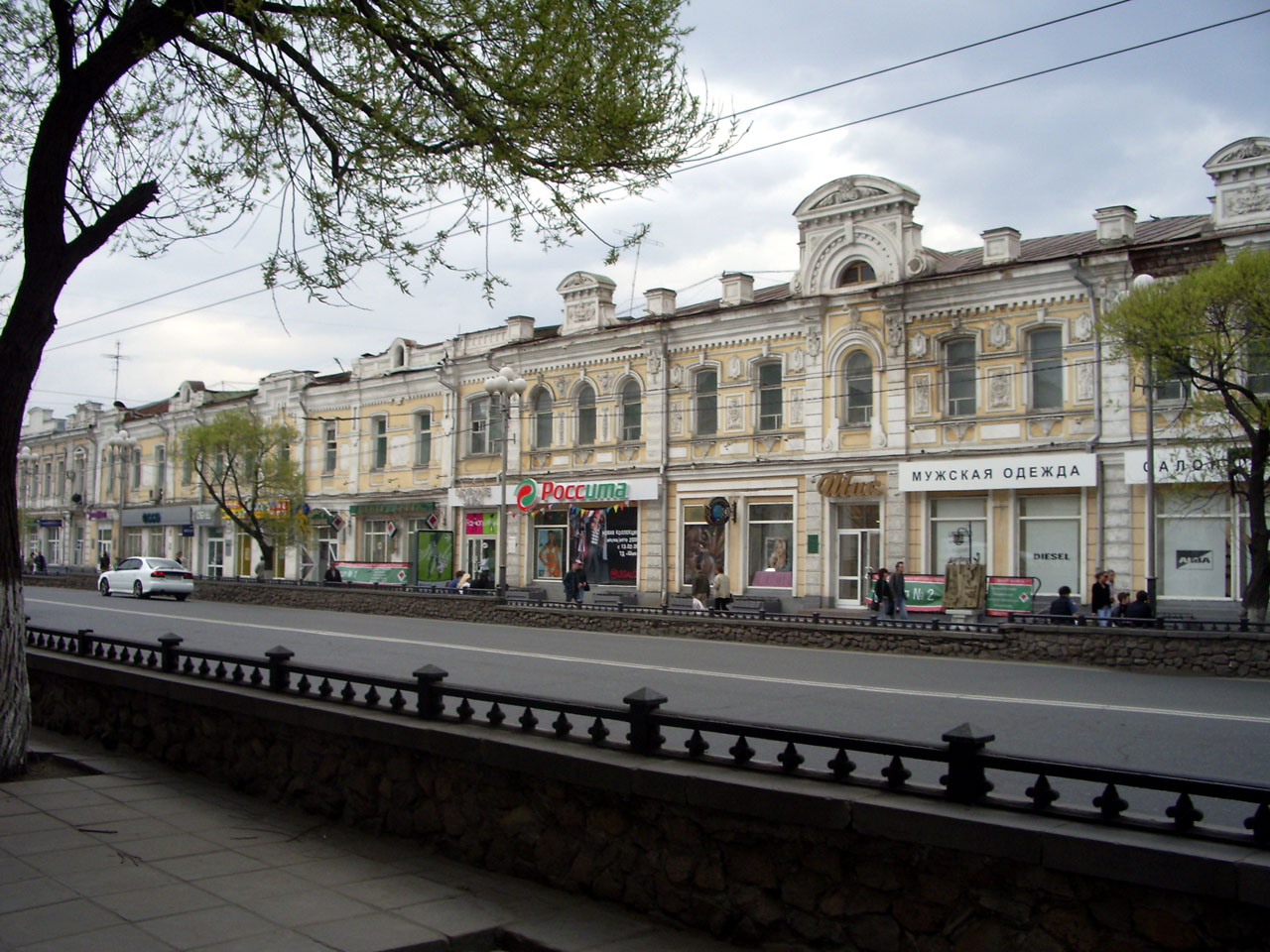
オムスクの中心部、レーニン通り

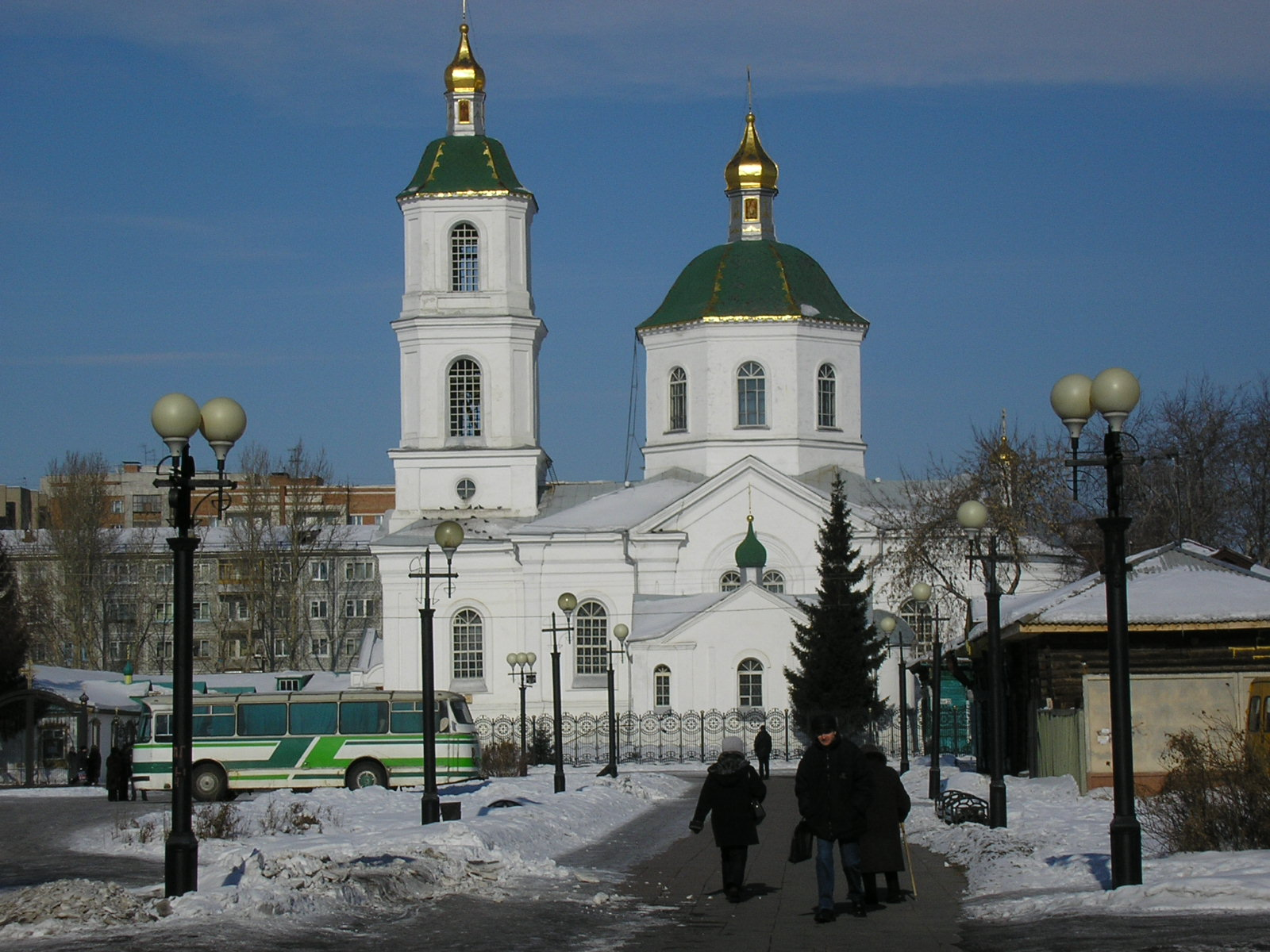
クレスト-ヴォズドヴィジェンスキー聖堂

オムスクに活気が戻ったのは1890年代にシベリア鉄道の建設が始まり、1896年にオムスク駅が開業したことがきっかけで、イルティシュ川・オビ川水運と鉄道の連絡地となるオムスクに多数の商人や投資が集まり始めた。商社や会社が軒を連ね、中心部には華やかに装飾された建物が次々と建ち、人や荷車や蒸気船が行き交い、通信回線が築かれ、娯楽も盛んになり始めた。イギリス、ドイツ国、オランダ、日本など各国の領事館や会社もオムスクに進出した。1910年にはシベリア農業・産業博覧会が開かれ、豪華なパビリオン群や噴水などが建設され、オムスクは繁栄の絶頂を迎えた。博覧会の建物は残っていないが、当時建設された豪華な建築物は今も残り、歴史あるシベリアの都市の香りを残しており、他の町とは異なるオムスクの見どころの一つになっている。
極地探検家であり軍の英雄でもあったアレクサンドル・コルチャークは、ロシア革命に対抗して白軍を率い、1918年にはオムスクに反革命政府（臨時シベリア政府、次いで臨時全ロシア政府）を樹立した。「臨時全ロシア政府」（沿海州共和国とも呼ばれる）はオムスクを首都とし、チェコ軍団により警備された中央銀行には、帝室の所有していた大量の金塊が備蓄されていた。しかし、オムスクの軍は赤軍の攻撃の前に劣勢となり、1919年11月にオムスクが陥落し、コルチャーク政権は崩壊へと追い込まれた。

### ソ連時代とその後
ソビエト連邦政府はオムスクよりも、歴史の新しいノヴォニコラエフスク（ソ連建国後にノヴォシビルスクと改名される）を西シベリアの中心都市に選んだ。政府はオムスクにあった行政機関、文化施設、教育機関などを相次ぎノヴォシビルスクへと移したが、これによりオムスクは停滞し、オムスクとノヴォシビルスクの間に現在まで続くライバル関係が築かれることになる。

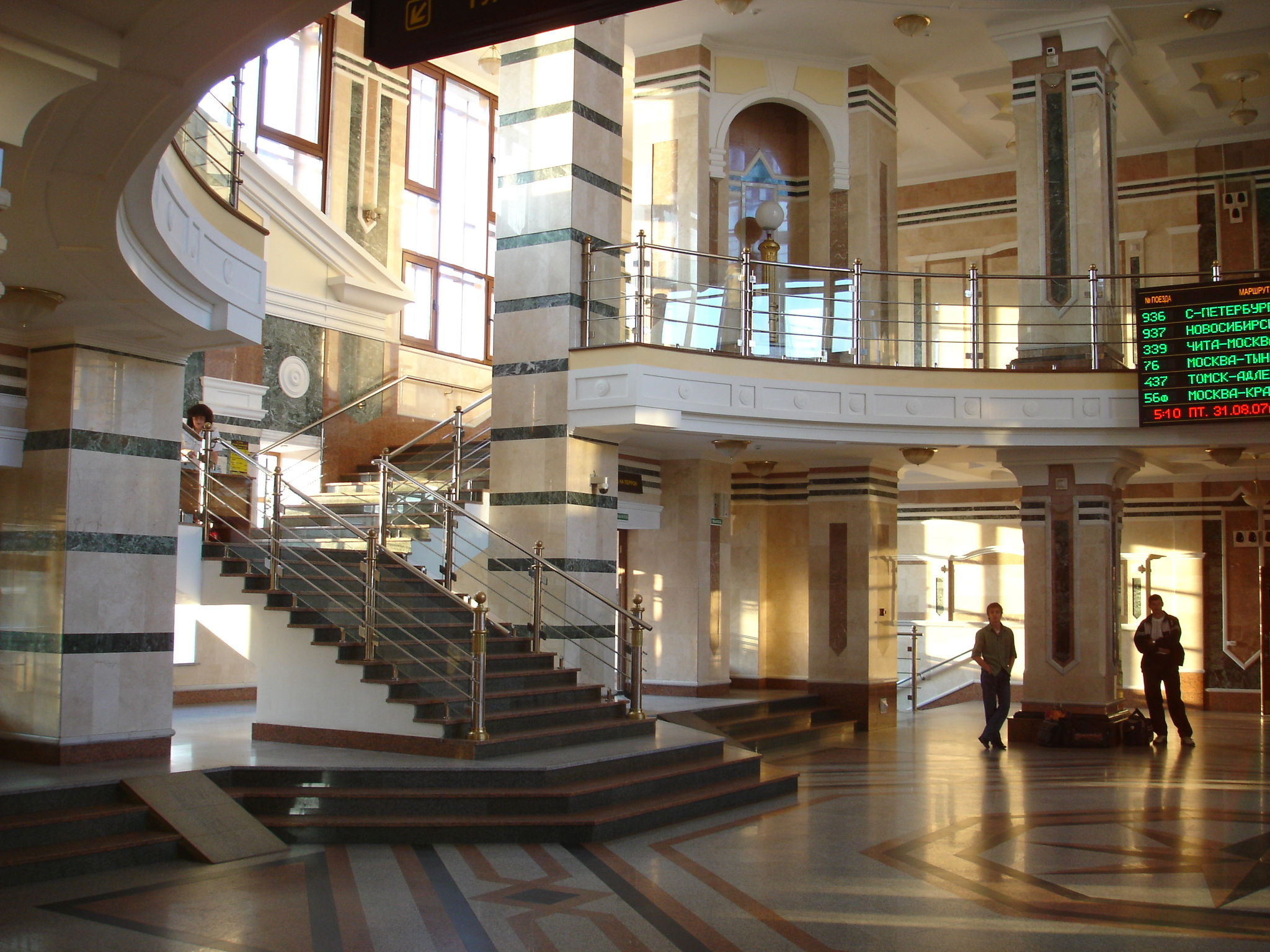
オムスク駅

オムスクの経済を再び爆発的に成長させたのは、第二次世界大戦時と戦後の冷戦期に行われた国防産業への投資であった。1941年の大祖国戦争（独ソ戦）開戦で前線に近いヨーロッパ・ロシア西部から、工場などがウラル山脈以東へ疎開し、オムスクに集積した。ソ連政府は、ドイツ軍がヨーロッパ・ロシアを征服した場合にオムスクを臨時首都とする検討も始めた。冷戦後も多くの軍事工場がオムスクに集中し人口も増えたが、これは良いことばかりでもなかった。オムスクは軍事工場の集中する都市であるため、外国人の立ち入りを統制する閉鎖都市となり、1990年代以降はソ連崩壊と冷戦終結による軍需の収縮で多くの失業者が出る結果となった。
レニングラードにあったOKUMO戦車設計局の一部が1941年に、戦前はレニングラードに、戦後はチェリャビンスクにあったS.M.キーロフ記念第185工場が1962年にオムスクに移転している。両社が統合したオムスク戦車工場（Omsk Transmash）は1970年代以降T-80戦車を生産し、BTR-T歩兵戦闘車、TOS-1ロケットランチャー、試作型主力戦車チョールヌィイ・オリョール（ブラックイーグル）などを開発したが、2002年に破産宣告された。
1950年代、シベリア西北部で石油や天然ガスの開発が始まると、オムスクに石油精製施設が建設され、イルティシュ川に沿ってオムスクの北方へ石油化学工場や労働者のアパートが広がった。この石油化学コンビナートは21世紀初頭でもロシア最大、ヨーロッパ全体でも3位以内に入る。ガスプロム傘下の石油会社カスプロム・ネフチ（かつてのシブネフチ）がオムスク最大の雇用主であり、巨額の納税をてこにして地元政界に大きな影響力を持つ。ソ連崩壊後は巨額の利益の上がる石油関係産業を手に入れようとして、党エリート、ビジネスマン、マフィアらが争ったほか、石油関係産業を巡る政治家との癒着や詐欺事件などもしばしば報道される。

## 産業・観光・文化

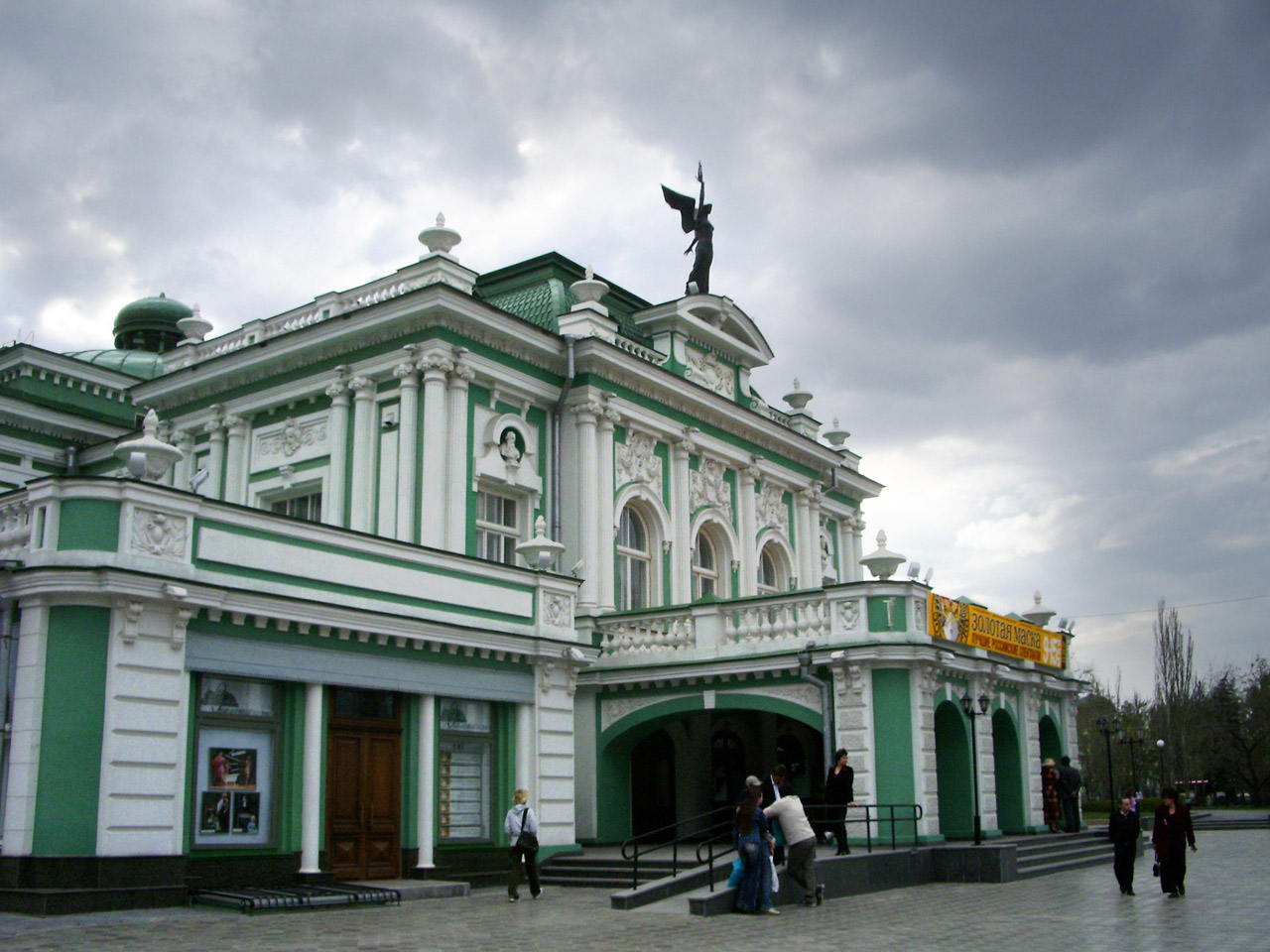
オムスク・ドラマ劇場

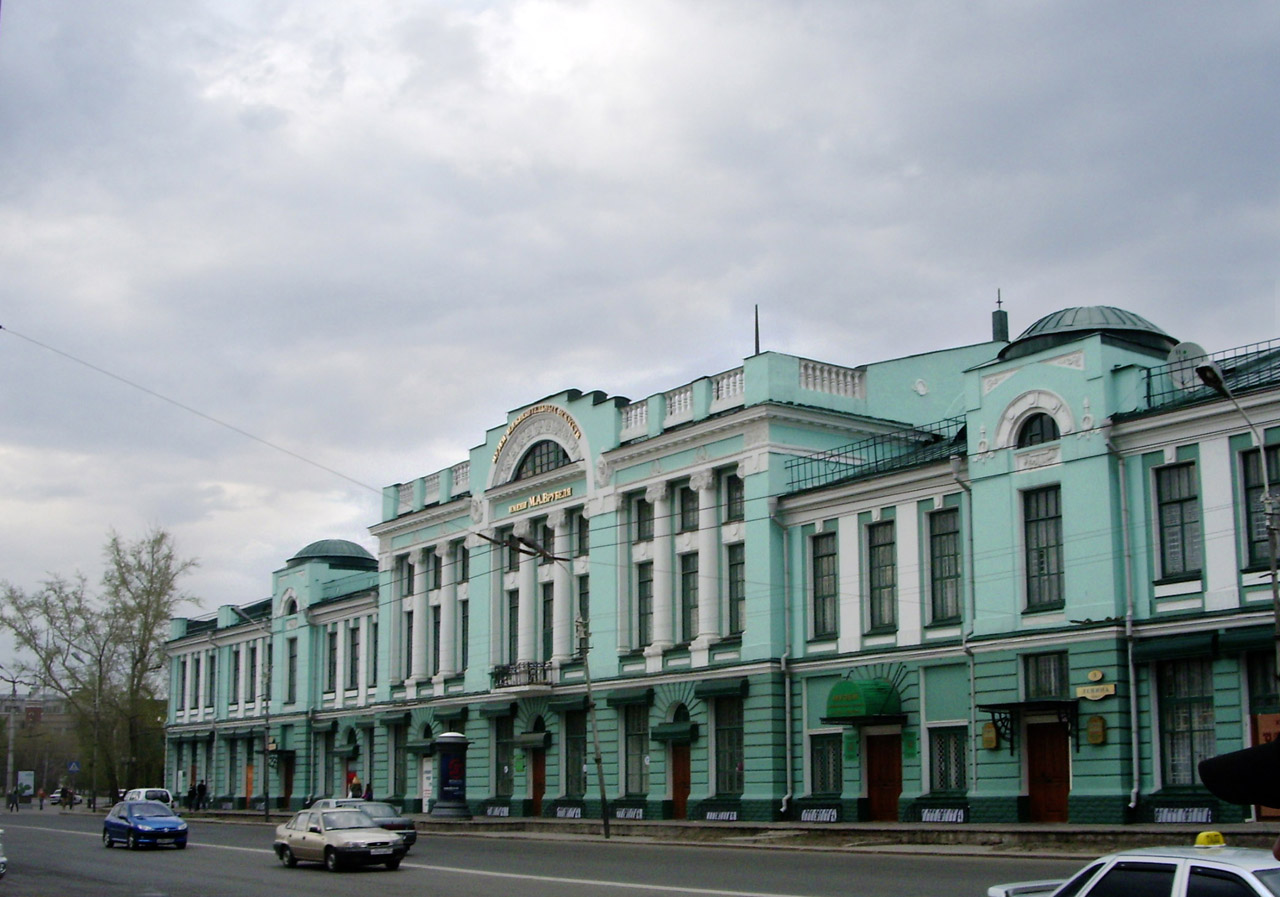
ヴルーベリ美術館

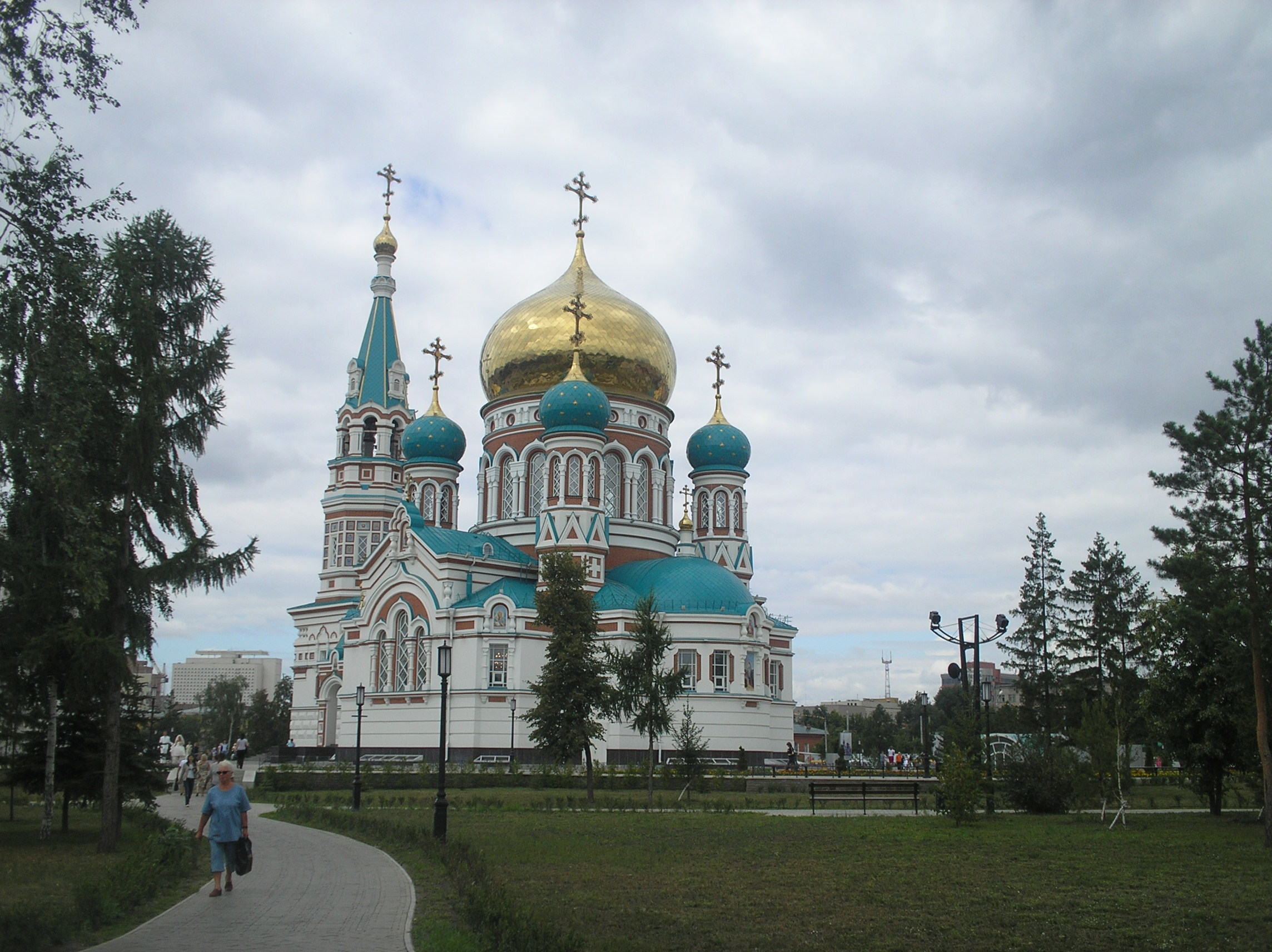
生神女就寝大聖堂

機械工業、冶金、化学・石油工業などの産業が盛んで、シベリアでの食肉産業の拠点でもある。
市内には、ドストエフスキー記念オムスク国立大学、オムスク国立工科大学、オムスク国立教育大学、オムスク国立医科大学、オムスク国立農業大学など多くの高等教育機関があるほか、ロシアきっての「演劇都市」としても知られている。中でもオムスク・ドラマ劇場は、安部公房作の「砂の女」を上演、ロシアでもっとも権威のある「黄金のマスク」賞を受賞していることで有名。また、三谷幸喜の「笑の大学」をロシアで初演したのもこの劇場だが、他に第5劇場、人形劇場、音楽劇場、青少年劇場もある。
市内にあるプーシキン図書館の蔵書量は、シベリア最大を誇る。都市が開放されてからは日本とのつながりも深く、多くの日本の劇団や演劇人が訪れ、オムスク大学では毎年、日露演劇会議との連携で単位認定の「日本文化講座」が開講されるなど、日本との関係はきわめて良好。2007年には、革命時に破壊されたネフスキー寺院が市の中心部に再建され、地下鉄の建設が始まるなど、都市の整備が急ピッチで進んでいる。
夏には、イルティシュ川のクルージングが楽しめ、地ビールの「シベリアの王冠」は、ロシア・ビールの逸品。ホテルも充実している。ちなみに、オムスクは、ロシアの文豪ドストエフスキーが、1850年1月から1854年2月まで流刑されていたところ。その体験は、後に『死の家の記録』として発表されている。
街並みで見どころとなるのは、リュビンスキー大通り（Lyubinsky prospekt）とレーニン通りに建ち並ぶ豪華な建築群である。二つの礼拝堂に挟まれたゴスチヌィ・ドヴォール（18世紀末以降、モスクワやサンクトペテルブルクなどに建てられたような屋内型の市場・ショッピングセンター）が中心となるほか、取引所とドラマ劇場が並んでいる。これらはすべて19世紀末から20世紀初頭の建築である。近くの通りには、同時期に建てられた保険会社・信託会社・銀行などが入っていた瀟洒なビルが立ち並ぶ。川の合流点には、18世紀のクレムリがひっそりと建つ。ニコルスキー大通り周辺には木造の商家が今も残る。その先にはコサックが発注し19世紀のロシア有数の建築家ヴァシーリー・スターソフが設計して1840年に完成した新古典主義建築の聖ニコライ聖堂があり、コサックの様々な文化財をおさめている。
オムスク最大の聖堂は1896年に献堂された生神女就寝大聖堂で、ロシア・リバイバル様式の五つのねぎぼうず型ドームのある巨大な聖堂である。ソ連時代に爆破解体されたが、2000年代にようやく再建された。
その他、オムスク出身の画家ミハイル・ヴルーベリ（Mikhail Vrubel）を記念したヴルーベリ美術館と歴史博物館があり、それぞれかつての取引所と総督官邸に入居している。

## 姉妹都市
- ミルウォーキー（アメリカ合衆国・ウィスコンシン州）
- Puchov（スロヴァキア）
- カルロヴィ・ヴァリ（チェコ）
- 開封市（中華人民共和国）
- 晋州市（大韓民国）
- ペトロパブル（カザフスタン）
- パヴロダル（カザフスタン）
- ノヴォシビルスク（ロシア）
- カリーニングラード（ロシア）
- チェリャビンスク（ロシア）
- ヨーク地域（カナダ）